# Ramulus nigrodentatus
Ramulus nigrodentatus är en insektsart som först beskrevs av Chen, S.C. och Yin 1996.  Ramulus nigrodentatus ingår i släktet Ramulus och familjen Phasmatidae. Inga underarter finns listade i Catalogue of Life.